# Помпили, Базилио
Базилио Помпили (итал. Basilio Pompilj; 16 апреля 1858, Сполето, Папская область — 5 мая 1931, Рим, королевство Италия) — итальянский куриальный кардинал. Секретарь Священной Конгрегации Собора с 31 января 1908 по 27 ноября 1911. Титулярный архиепископ Филиппи с 5 мая 1913 по 27 ноября 1911. Генеральный викарий Рима с 7 апреля 1913 по 5 мая 1931. Архипресвитер патриаршей Латеранской базилики с 28 октября 1914 по 5 мая 1931. Камерленго Священной Коллегии Кардиналов с 10 марта 1919 по 8 марта 1920. Вице-декан Священной коллегии кардиналов с 9 июля 1930 по 5 мая 1931. Кардинал-дьякон с 27 ноября 1911, с титулярной диаконией Санта-Мария-ин-Домника с 30 ноября 1911 по 25 мая 1914. Кардинал-священник с титулом церкви Санта-Мария-ин-Арачели с 25 мая 1914 по 22 марта 1917. Кардинал-епископ Веллетри с 22 марта 1917.